# Ledereragrotis alpherakii
Ledereragrotis alpherakii là một loài bướm đêm trong họ Noctuidae.